# Liste der Bahnhöfe in Zeeland

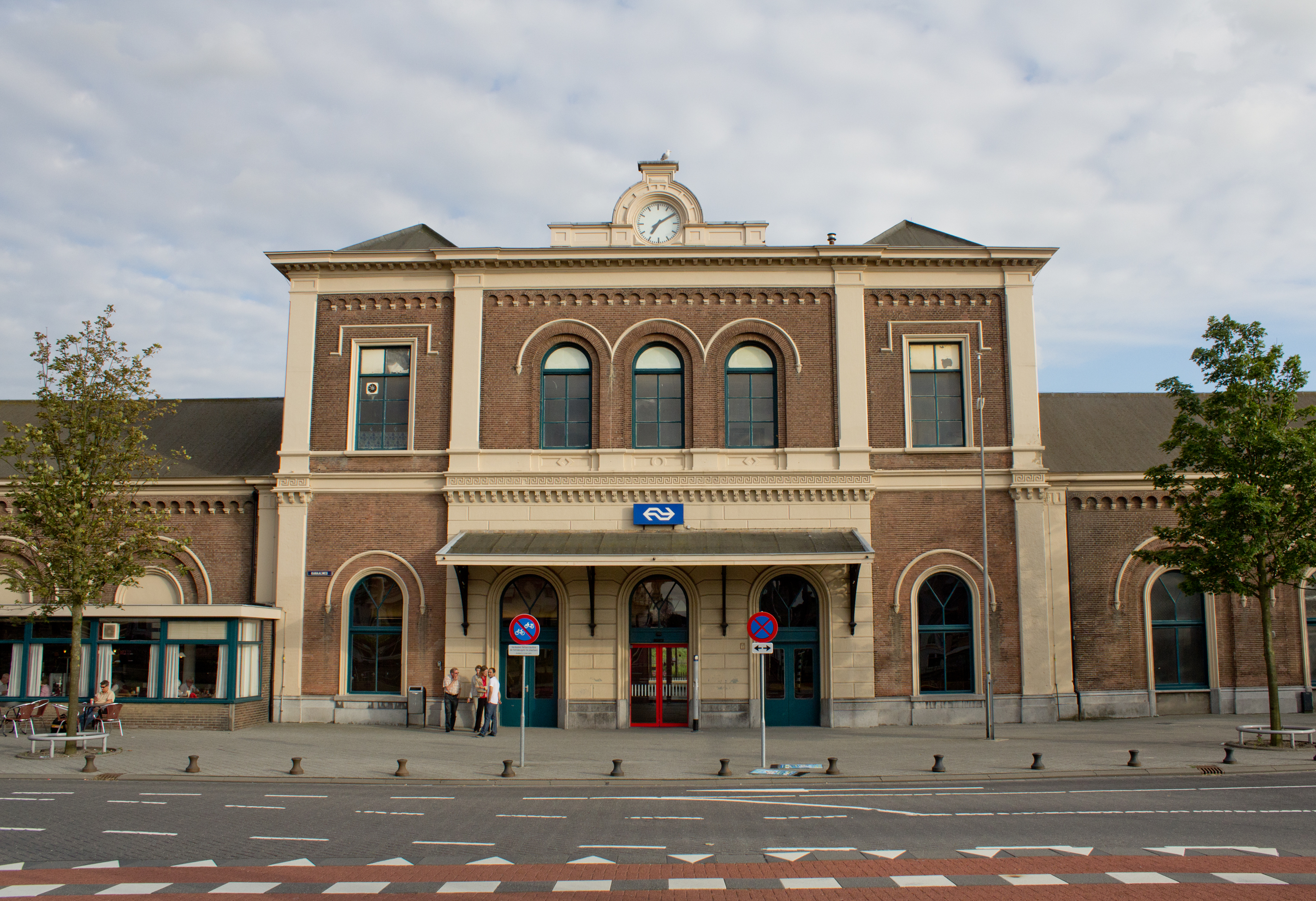
Der Bahnhof in Middelburg

Die Liste der Bahnhöfe in Zeeland führt alle sich noch in Betrieb befindlichen und ehemaligen Bahnhöfe in der niederländischen Provinz Zeeland auf.

## Betriebene  Bahnhöfe
Die Nederlandse Spoorwegen (NS) betreiben derzeit (Stand: 2019) neun Bahnhöfe in Zeeland. Sie liegen alle an der Zeeuwse Lijn (deutsch Seeland-Linie), die von Vlissingen über Roosendaal nach Amsterdam führt.
Hinweis: Die Zahl in Klammern nennt das Datum der Eröffnung.
| - Arnemuiden (1872) - Goes (1868) - Kapelle-Biezelinge (1868) - Krabbendijke (1868) - Kruiningen-Yerseke (1868) | - Middelburg (1872) - Rilland-Bath (1872) - Vlissingen (1872) - Vlissingen Souburg (1986) |

## Ehemalige Bahnhöfe
Der ebenfalls an der Zeeuwse Lijn gelegene Bahnhof Vlake ist seit 1933 nicht in mehr in Betrieb, ebenso drei Bahnhöfe an der 1951 stillgelegten Strecke zwischen Mechelen und Terneuzen.
| - Axel (1871–1951) - Hulst (1871–1952) | - Kijkuit (1871–1951) - Vlake (1870–1933) |

### Bahnhöfe der Spoorwegmaatschappij Zuid-Beveland (SZB)
1927 nahm die Spoorweg-Maatschappij Zuid-Beveland jeweils ausgehend von Goes drei weitere Linien nach Hoedekenskerke/Borsele, Wemeldinge und Wolphaartsdijk in Betrieb. Ein Teil der Bahnhöfe an diesen stillgelegten Strecken wird heute von der Museumsbahn Stoomtrein Goes - Borsele genutzt.
| - Baarland (1927–1934) - Borssele (1927–1934) - Driewegen-Ovezande (1927–1934) - Ellewoutsdijk (1927–1934) - 's-Gravenpolder (1927–1947) - ’s-Heer Arendskerke (1872–1938, 1945–1946) - ’s-Heerenhoek (1927–1934) - Heinkenszand (1927–1934) - Hoedekenskerke (1927–1934) | - Kattendijke (1927–1934) - Kwadendamme (1927) - Nieuwdorp (1927–1934) - Nisse (1927–1934) - Oudelande (1927–1934) - Wemeldinge (1927–1934) - Wolphaartsdijk (1927–1934) - Wolphaartsdijkse Veer (1927–1934) |